# Mayrègne
Mayrègne település Franciaországban, Haute-Garonne megyében. Lakosainak száma 30 fő (2022. január 1.). Mayrègne Sost, Benque-Dessous-et-Dessus, Caubous és Saint-Paul-d’Oueil községekkel határos.

## Népesség
A település népességének változása:
| Lakosok száma | 36   | 23   | 21   | 26   | 29   | 26   | 25   | 25   | 27   | 30   |
|               | 1968 | 1982 | 1990 | 2006 | 2013 | 2015 | 2017 | 2019 | 2020 | 2022 |